# اتاقک گلی
اتاقک گلی فیلم ایرانی به کارگردانی محمد عسگری، تهیه‌کنندگی داود صبوری و نویسندگی پدرام کریمی محصول سال ۱۴۰۱ است. این فیلم در چهل و یکمین دوره جشنواره بین‌المللی فیلم فجر اکران شد. همچنین مجید مجیدی به عنوان مشاوره کارگردان در این فیلم حضور دارد.

## داستان
فیلم سینمایی اتاقک گلی روایتی ست عاشقانه که در جریان عملیات مرصاد رخ می‌دهد.

## بازیگران
- تورج الوند
- آناهیتا افشار[۴]
- تینو صالحی
- فریدون حامدی
- هادی شیخ‌الاسلامی
- سعید دشتی
- سعید زارعی

## جوایز و افتخارات

### جشنواره فیلم فجر
| مراسم                        | تاریخ برگزاری | رده                                | نامزد         | نتیجه     | منبع        |
| ---------------------------- | ------------- | ---------------------------------- | ------------- | --------- | ----------- |
| چهل و یکمین جشنواره فیلم فجر | ۲۲ بهمن ۱۴۰۱  | بهترین نقش اول مرد                 | تورج الوند    | نامزد شده | [ ۵ ] [ ۶ ] |
| چهل و یکمین جشنواره فیلم فجر | ۲۲ بهمن ۱۴۰۱  | بهترین طراحی صحنه                  | محسن خدا      | نامزدشده  | [ ۵ ] [ ۶ ] |
| چهل و یکمین جشنواره فیلم فجر | ۲۲ بهمن ۱۴۰۱  | بهترین طراحی لباس                  | فاطمه صفری    | نامزدشده  | [ ۵ ] [ ۶ ] |
| چهل و یکمین جشنواره فیلم فجر | ۲۲ بهمن ۱۴۰۱  | بهترین جلوه‌های ویژه میدانی         | محسن روزبهانی | نامزدشده  | [ ۵ ] [ ۶ ] |
| چهل و یکمین جشنواره فیلم فجر | ۲۲ بهمن ۱۴۰۱  | بهترین چهره‌پردازی                  | شهرام خلج     | نامزدشده  | [ ۵ ] [ ۶ ] |
| چهل و یکمین جشنواره فیلم فجر | ۲۲ بهمن ۱۴۰۱  | بهترین تدوین                       | میثم مولایی   | نامزدشده  | [ ۵ ] [ ۶ ] |
| چهل و یکمین جشنواره فیلم فجر | ۲۲ بهمن ۱۴۰۱  | بهترین فیلمبرداری                  | فرشاد محمدی   | نامزدشده  | [ ۵ ] [ ۶ ] |
| چهل و یکمین جشنواره فیلم فجر | ۲۲ بهمن ۱۴۰۱  | بهترین صداگذاری و بهترین صدابرداری | بهمن اردلان   | نامزدشده  | [ ۵ ] [ ۶ ] |
| چهل و یکمین جشنواره فیلم فجر | ۲۲ بهمن ۱۴۰۱  | بهترین کارگردانی                   | محمد عسگری    | نامزدشده  | [ ۵ ] [ ۶ ] |
| چهل و یکمین جشنواره فیلم فجر | ۲۲ بهمن ۱۴۰۱  | بهترین فیلم                        | داود صبوری    | نامزدشده  | [ ۵ ] [ ۶ ] |
| چهل و یکمین جشنواره فیلم فجر | ۲۲ بهمن ۱۴۰۱  | بهترین فیلم اول                    | محمد عسگری    | برنده     | [ ۵ ] [ ۶ ] |
| چهل و یکمین جشنواره فیلم فجر | ۲۲ بهمن ۱۴۰۱  | جایزه ویژه هیئت داوران             | داود صبوری    | برنده     | [ ۵ ] [ ۶ ] |
| چهل و یکمین جشنواره فیلم فجر | ۲۲ بهمن ۱۴۰۱  | جایزه شهردار تهران                 | محمد عسگری    | برنده     | [ ۵ ] [ ۶ ] |